# یواس‌اس فورد (اف‌اف‌جی-۵۴)
یواس‌اس فورد (اف‌اف‌جی-۵۴) (به انگلیسی: USS Ford (FFG-54)) یک کشتی است که طول آن ۴۵۳ فوت (۱۳۸ متر) می‌باشد. این کشتی در سال ۱۹۸۴ ساخته شد.